# Allocricetulus
Allocricetulus — рід хом'яків, які проживають в Азії та східному березі Волги. 
- Allocricetulus curtatus — пн. Китай, Монголія, пд. Сибір
- Allocricetulus eversmanni — Приволжжя Росії, Казахстан, Сіньцзян